# Дюваль, Клеа
Кле́а Хе́лен Д’Этье́нн Дюва́ль (англ. Clea Helen D'Etienne DuVall; род. 25 сентября 1977) — американская актриса и режиссёр.

## Ранние годы
Клеа Дюваль родилась в Лос-Анджелесе, штат Калифорния, является единственным ребёнком в семье Розмари и Стивена (Стефа) Дюваль. Её отец — актёр, известный по роли Коннера Веллса в фильме «Хранитель». Когда Клее было 12 лет, родители развелись. Когда её мать вышла второй раз замуж, Клеа бросила школу и переехала в собственную квартиру. Она целыми днями искала развлечений в фильмах и телевизионных программах, пыталась запоминать целые сцены. В конечном итоге Клеа Дюваль захотела стать актрисой и вернулась в среднюю школу, но не в родную, которую когда-то бросила, а в высшую школу искусств в Лос-Анджелесе. Ей также пришлось работать, чтобы содержать себя. Клеа Дюваль не имеет никакого родства с актёрами Робертом Дювалем и Шелли Дюваль, которые имеют аналогичные фамилии.

## Карьера
Клеа Дюваль дебютировала в фильме «Маленькие ведьмы» (Келси), но настоящим прорывом стала роль Стокли в фильме Роберта Родригеса «Факультет» в 1998 году, где девушка сыграла наряду с Джошем Хартнеттом, Элайджа Вудом, Робертом Патриком, Джорданой Брюстер, Лорой Харрис, Фамке Янссен, Сальмой Хайек и другими. Среди прочих фильмов с её участием можно выделить такие как «Прерванная жизнь» (Джорджина), «Жена астронавта» (Нэн), «Это всё она» (Мисти), «Неисправимые» (Грэм), «Призраки Марса» (Башира Кинкейд) и «13 разговоров об одном» (Беатрис).
После появления в «Проект Ларами», «Идентификация» и «21 грамм», Дюваль снялась в роли Софи в сериале «Карнавал», получившем «Эмми», который транслировался по HBO с 2003 по 2005 годы. За это время она также снялась в телевизионном фильме «Helter Skelter» (за эту роль она была номинирована на ежегодную премию «Спутник») и сыграла совместно с Сарой Мишель Геллар в фильме «Проклятие». Она также появилась вместе с Геллар в эпизоде сериала «Баффи — истребительница вампиров» (эпизод «С глаз долой — из сердца вон»).
Последние проекты включали в себя «Лесбийский комитет», «Зодиак», а также актриса получила постоянную роль в сериале «Герои», премьера и трансляция которого состоялась на канале NBC. В 2008 году она появилась вместе с Энн Хэтэуэй в фильме «Пассажиры».
Также Клея Дюваль снялась в короткометражном фильме под названием «Нелегко быть зелёным», главные роли в котором помимо неё самой исполнили Лейша Хейли и Карла Галло. Приняла участие в фотосессии рекламных фотографий для группы Uh Huh Her.

## Личная жизнь
Дюваль — открытая лесбиянка.

## Фильмография
| Год       |     | Русское название                          | Оригинальное название                  | Роль                                   |
| --------- | --- | ----------------------------------------- | -------------------------------------- | -------------------------------------- |
| 1996      | с   | Опасные мысли                             | Dangerous Minds                        | Нина                                   |
| 1996      | ф   | Маленькие ведьмы                          | Little Witches                         | Келси                                  |
| 1997      | с   | Скорая помощь                             | ER                                     | Кэти Рид                               |
| 1997      | с   |                                           | Crisis Center                          | Лора Томас                             |
| 1997      | ф   | На грани невинности                       | On the Edge of Innocence               | Энн                                    |
| 1997      | с   | Баффи — истребительница вампиров          | Buffy the Vampire Slayer               | Марси Росс                             |
| 1997      | ф   | Жизнь во время войны                      | Life During Wartime                    | Сьюзи                                  |
| 1997      | ф   | Ниагара, Ниагара                          | Niagara, Niagara                       | Продавец                               |
| 1997      | тф  | Защитники: Расплата                       | The Defenders: Payback                 | Джессика Лейн                          |
| 1998      | ф   | Как устроить самый жестокий месяц         | How to Make the Cruelest Month         | Белл Брайант                           |
| 1998      | ф   | Фанатка                                   | Girl                                   | Джиллиан                               |
| 1998      | ф   | Не могу дождаться                         | Can’t Hardly Wait                      | Джана                                  |
| 1998      | ф   | Факультет                                 | The Faculty                            | Стокли                                 |
| 1999      | ф   | Жизнь по наклонной                        | A Slipping-Down Life                   | Медсестра                              |
| 1999      | ф   | Это всё она                               | She’s All That                         | Мисти                                  |
| 1999      | ф   | Полевые цветы                             | Wildflowers                            | Колли                                  |
| 1999      | кор | Спящие красавицы                          | Sleeping Beauties                      | Клеа                                   |
| 1999      | ф   | Жена астронавта                           | The Astronaut's Wife                   | Нэн                                    |
| 1999      | ф   | Неисправимые                              | But I’m a Cheerleader                  | Грэм Итон                              |
| 1999      | ф   | Прерванная жизнь                          | Girl, Interrupted                      | Джорджина Таскин                       |
| 2000      | ф   | Безумно верная жена                       | Committed                              | Мими                                   |
| 2000      | ф   |                                           | Bear to the Right                      | Официантка                             |
| 2000      | с   | Лучшие                                    | Popular                                | Ванда Рикетс                           |
| 2001      | ф   | Смотри, Джейн убежала                     | See Jane Run                           | Джейн Уиттакер                         |
| 2001      | с   | Беглец: Погоня продолжается               | The Fugitive                           | Линетт Хеннесси                        |
| 2001      | ф   | Призраки Марса                            | Ghosts of Mars                         | Башира Кинкейд                         |
| 2001      | ф   | 13 разговоров об одном                    | Thirteen Conversations About One Thing | Беатрис                                |
| 2001      | ф   | Сотворить монстра                         | How to Make a Monster                  | Лора                                   |
| 2002      | ф   | Проект Ларами                             | The Laramie Project                    | Аманда Грёник                          |
| 2002      | ф   | Закон бойни                               | The Slaughter Rule                     | Скайла                                 |
| 2003      | ф   | Идентификация                             | Identity                               | Джинни                                 |
| 2003      | ф   | 21 грамм                                  | 21 Grams                               | Клаудиа                                |
| 2004      | тф  | Хелтер Скелтер                            | Helter Skelter                         | Линда Касабиан                         |
| 2004      | ф   | Проклятие                                 | The Grudge                             | Дженнифер Уиллиамс                     |
| 2003—2005 | с   | Карнавал                                  | Carnivàle                              | Софи                                   |
| 2005      | ф   | Две недели                                | Two Weeks                              | Катрина                                |
| 2005      | с   | C.S.I.: Место преступления                | CSI: Crime Scene Investigation         | Эбигейл Спенсер                        |
| 2005      | тф  | Отец и сын                                | Father and Son                         | Лора                                   |
| 2006      | ф   | Чемпионы                                  | Champions                              | Билли                                  |
| 2007      | ф   | Зодиак                                    | Zodiac                                 | Линда дель Буоно                       |
| 2007      | ф   | Десятидюймовый герой                      | Ten Inch Hero                          | Джен                                   |
| 2006      | с   | Герои                                     | Heroes                                 | Одри Хансен, агент ФБР                 |
| 2007      | ф   |                                           | Itty Bitty Titty Committee             | Певица                                 |
| 2007      | ф   | Анаморф                                   | Anamorph                               | Сэнди                                  |
| 2008      | ф   | Пассажиры                                 | Passengers                             | Шеннон                                 |
| 2008      | с   | Закон и порядок: Специальный корпус       | Law & Order: Special Victims Unit      | Миа Латимер                            |
| 2008      | тф  | Смотритель                                | The Watch                              | Кесси                                  |
| 2008      | с   | Анатомия страсти                          | Grey’s Anatomy                         | Дженнифер Робинсон                     |
| 2009      | ф   | Комната смерти                            | The Killing Room                       | Керри Исалано                          |
| 2009      | с   | Обмани меня                               | Lie to Me                              | Мишель Расселл                         |
| 2009      | тф  | Виртуальность                             | Virtuality                             | Сью Парсонс, пилот, инженер вооружения |
| 2009      | с   | Спасите Грейс                             | Saving Grace                           | Мора Даррелл                           |
| 2010      | с   | 4исла                                     | Numb3rs                                | Мелани Бейли                           |
| 2010      | с   | Частная практика                          | Private Practice                       | Наташа                                 |
| 2010      | с   | Кости (телесериал)                        | Bones                                  | Маккенна Грант                         |
| 2010      | с   | Закон и порядок                           | Law & Order                            | Аманда Грин                            |
| 2010      | кор |                                           | Lez Chat                               | библиотекарь                           |
| 2010      | ф   | Приговор                                  | Conviction                             | Бренда                                 |
| 2011      | тф  | И дитя упадёт                             | And Baby Will Fall                     | Мелинда                                |
| 2010      | с   | Событие                                   | The Event                              | Майя                                   |
| 2011      | с   | C.S.I.: Место преступления Майами         | CSI: Miami                             | Мелинда                                |
| 2012      | ф   | Операция «Арго»                           | Argo                                   | Кора Лиджек                            |
| 2012—2013 | с   | Американская история ужасов: Психбольница | American Horror Story: Asylum          | Венди Пейсер                           |
| 2014      | ф   | Джеки и Райан                             | Jackie & Ryan                          | Вирджиния                              |
| 2015—2017 | с   | Лучше звоните Солу                        | Better Call Saul                       | доктор Крус                            |
| 2016—2019 | с   | Вице-президент                            | Veep                                   | Марджори Палмиотти                     |
| 2018      | с   | Рассказ служанки                          | The Handmaid’s Tale                    | Сильвия                                |
| 2018      | с   | Романовы                                  | The Romanoffs                          | Патриша Каллахан                       |
| 2019      | с   | Брод Сити                                 | Broad City                             | Лесли                                  |